# Blèves
Blèves település Franciaországban, Sarthe megyében. Lakosainak száma 129 fő (2022. január 1.). Blèves Barville és Les Aulneaux községekkel határos.

## Népesség
A település népességének változása:
| Lakosok száma | 97   | 97   | 99   | 105  | 112  | 120  | 123  | 126  | 129  |
|               | 2013 | 2015 | 2016 | 2017 | 2018 | 2019 | 2020 | 2021 | 2022 |